# Frederik van Berg-Altena
Frederik van Berg-Altena (gestorven in 1198 of 1199) was van 1180 tot aan zijn dood graaf van Altena. Hij behoorde tot het huis Berg en was een van de stamvaders van de graven van Mark.

## Levensloop
Frederik was een zoon van graaf Everhard I van Berg-Altena uit diens huwelijk met Adelheid, dochter van graaf Hendrik I van Arnsberg.
Rond 1170 bemachtigde hij het opperhof Mark in Hamm, waartoe onder andere het strategisch gunstig gelegen Hügel behoorde. Ook kwam Frederik in het bezit van de aan het opperhof verbonden Pancratiuskerk en liet hij er de burcht Mark bouwen. Na de dood van zijn vader in 1180 verdeelden hij en zijn broer Arnold het graafschap Altena.
Hij was gehuwd met Alveradis, dochter van graaf Reinier van Kriekenbeck-Millendonk. Ze kregen volgende kinderen: Adolf I (1182-1249), de eerste graaf van der Mark, Frederik en Aleydis, die huwde met Jan van Putten.
Frederik van Berg-Altena overleed rond het jaar 1198-1199. Zijn bezittingen werden geërfd door zijn zoon Adolf.